# Escadrille 73
L'Escadrille 73 (N73, Spa73) est une unité aéronautique de l'armée de l'air française pendant la Première Guerre mondiale, créée en 1915 sous le nom de Détachement N49.

## Histoire
L'unité est initialement rattachée à la 7e armée. Le 18 avril 1916, elle devient le Détachement Nieuport de Corcieux, le 18 avril le Détachement N73, et le 4 juillet 1916 l'escadrille N73. Le 1er novembre 1916, elle fait partie des unités fusionnées dans le groupe de combat no 12 (appelé aussi escadrille des Cigognes), aux côtés des escadrilles N3, N26, et N103. L'escadrille est équipée d'appareils SPAD VII en janvier 1917 et devient l'escadrille Spa73. Elle quitte l'Escadrille des cigognes le 18 janvier 1918, laissant sa place à l'Escadrille 67. Le 4 octobre 1918, l'escadrille Spa73 est citée pour avoir abattu 30 avions ennemis et un ballon d'observation,

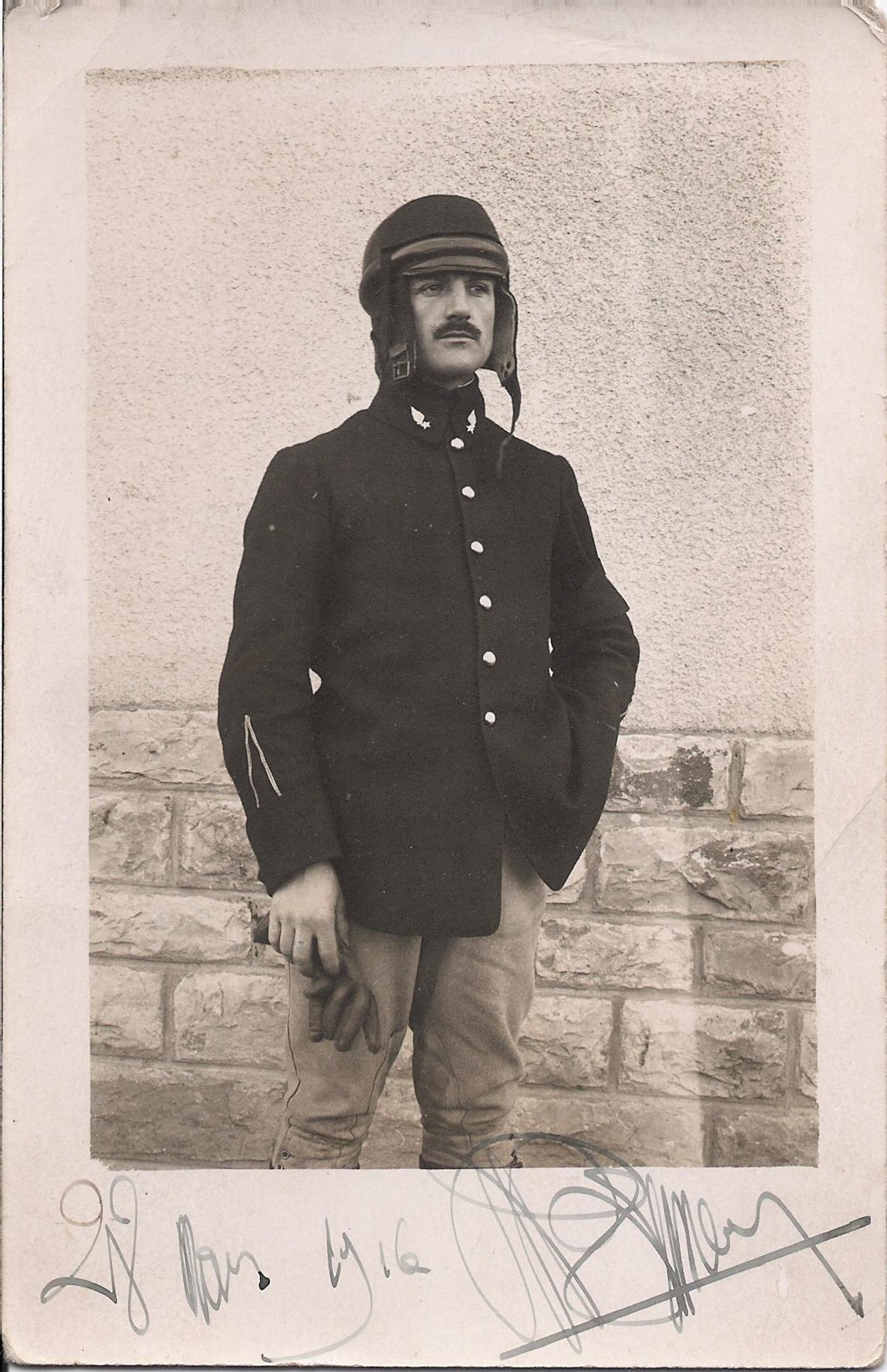
Robert Bruneau.

## Pilotes célèbres
- Capitaine Albert Deullin
- Lieutenant François Battesti
- Sergent Théophile Funck-Brentano

## Commandement
1. Lieutenant Pierre Bouny
2. Lieutenant Honoré Louis Pierre de Baillardel de Lareinty Tholozan () : mort dans un accident le 5 mai 1916
3. (à déterminer)
4. Lieutenant Jean Richard : 4 juillet 1916
5. Capitaine Albert Deullin : 22 février 1917 - 8 février 1918
6. Capitaine Pierre Cahuzac : février 1918 - 2 mars 1918
7. Lieutenant Maurice Noguès : 3 mars 1918 - avril 1918
8. Lieutenant Robert Gerdes : avril 1918 - juillet 1918
9. Lieutenant Pierre Jaille : 10 juillet 1918 - Date inconnue[1]

## Appareils

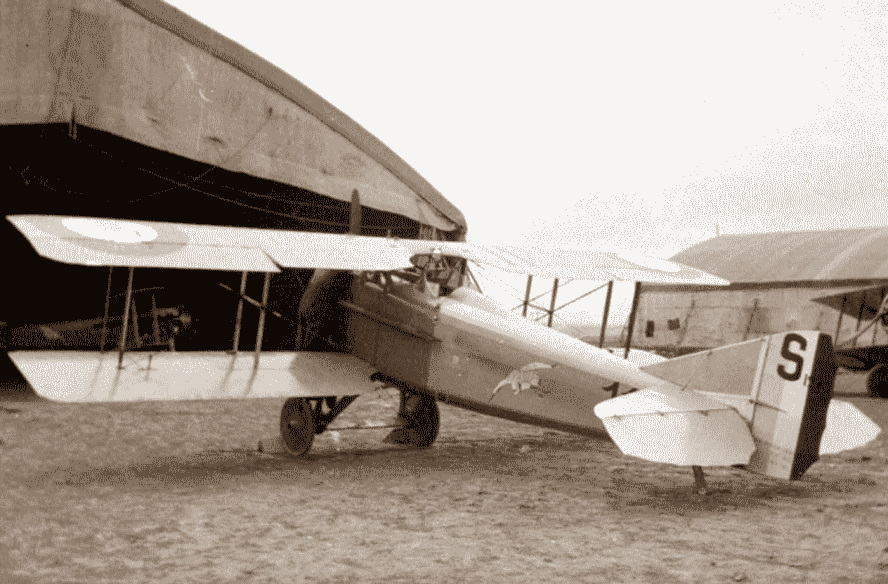
Le SPAD VII de François Battesti à l'escadrille SPA 73 en 1917.

- Nieuport
- SPAD VII
- SPAD VII
- SPAD XIII
- SPAD XII Canon
- SPAD XVII

## Emblème
La cigogne en virage de couleur blanche est emblème de l'escadrille 73. Elle est inspirée de modèles observés sur des objets d'art japonais.